# Kenyang jezik
Kenyang jezik (ISO 639-3: ken; isto i Banjangi, Banyang, Banyangi, Bayangi, Manyang, Nyang), najznačajniji od 3 mamfe jezika, južnobantoidska skupina, kojim govori oko 65 000 ljudi (1992 SIL) na dvije odvojene lokacije u kamerunskoj provinciji Southwest.
Postoje tri dijalekta: gornji kenyang (haut-kenyang) [ken-upp], donji kenyang (bas-kenyang) [ken-low] i bakoni (gornji balong, sjeverni balong, manyemen, kicwe, kitwii, twii, manyeman) [ken-bak].

## Vanjske poveznice
- Ethnologue (14th)
- Ethnologue (15th)
- The Kenyang Language